# وو هانغ
وو هانغ (بالصينية: 吴航) هو لاعب كرة قدم صيني في مركز الدفاع، ولد في 1 فبراير 1993 في Cangnan County ‏ في الصين. لعب مع جيجيانغ غرينتاون.